# 평택시의 향토문화재
평택시의 향토문화재는 평택시 내에 있는 문화재로서 「문화재보호법」(이하 “법”이라 한다)에 따라 국가 및 경기도 지정문화재로 지정되지 아니한 문화재 중 평택시장이 지정한 문화재를 말하며, 그 유형은 다음 각 목과 같다.
1. 유형문화재 : 법 제2조제1항제1호의 유형문화재 중 향토문화의 보존상 필요하다고 인정하는 것
2. 무형문화재 : 법 제2조제1항제2호의 무형문화재 중 향토문화의 보존상 필요하다고 인정하는 것
3. 향토유적 : 법 제2조제1항제3호가목의 사적 중 향토문화의 보존상 필요하다고 인정하는 것
4. 민속문화재 : 법 제2조제1항제4호의 민속문화재 중 향토문화의 보존상 필요하다고 인정하는 것
5. 그 밖에 향토문화의 보존에 필요하다고 인정하여 지정한 문화재

## 지정 목록
| 번호 | 그림 | 명칭                                              | 소재지                          | 소유자 (관리자)          | 지정·해제일자        | 비고 |
| ---- | ---- | ------------------------------------------------- | ------------------------------- | ------------------------ | -------------------- | ---- |
| 1호  |      | 원정리 봉수대 (원정리 烽燧臺)                     | 평택시 포승읍 원정리 109-54     | 평택시                   | 1986년 3월 5일 지정  |      |
| 2호  |      | 정도전 선생 사당 (鄭道傳 先生 祠堂)               | 평택시 진위면 은산길 80-5       | 봉화정씨 문헌공파 대종회 | 1986년 3월 5일 지정  |      |
| 3호  |      | 한온 선생 충신정문 (韓蘊 先生 忠臣旌門)           | 평택시 서탄면 금암리 594        | 청주 한씨 종중           | 1986년 3월 5일 지정  |      |
| 4호  |      | 수성군 최유림장군 묘 (隋城君 崔有臨將軍 墓)       | 평택시 지산동 산106-2           | 최완희                   | 1991년 7월 11일 지정 |      |
| 5호  |      | 충의각 (忠義閣)                                   | 평택시 이충동 산 37-1           | 강종진                   | 1991년 7월 11일 지정 |      |
| 6호  |      | 원균사당 (元均祠堂)                               | 평택시 도일동 산 84             | 원주원씨 종중            | 1991년 7월 11일 지정 |      |
| 7호  |      | 평택 원정리 유적 (平澤 遠井里 遺蹟)               | 평택시 포승읍 원정리 산 109-430 | (주)기호물류             | 1997년 4월 26일 지정 |      |
| 8호  |      | 신숙주 영정 및 감실주독 (申叔舟 影幀 및 監室主犢) | 평택시 청북읍 원고잔길 20       | 고령 신씨 문중           | 1997년 7월 24일 지정 |      |

## 참고 문헌
- 평택시 홈페이지 - 고시/공고
- 평택시보